# Ван Жуй
Ван Жуй (кит. трад. 王锐, пиньинь Wang Rui; род. 18 апреля 1978, Хэбэй) — китайский шахматист, гроссмейстер (2009).
В составе сборной Китая участник 33-й Олимпиады в Элисте.

## Изменения рейтинга
| Графики недоступны из-за технических проблем. См. информацию на Фабрикаторе и на mediawiki.org. |